# Okia
 Okia  H.Rob. & Skvarla, 2010 è un genere di piante angiosperme dicotiledoni della famiglia delle Asteraceae.

## Etimologia
Il nome scientifico del genere è stato definito per la prima volta dai botanici Harold Ernest Robinson (1932-2020) e John Jerome Skvarla (1935-2014) nella pubblicazione " Proceedings of the Biological Society of Washington" ( 123(1): 88) del 2010.

## Descrizione
Le specie di questo genere sono delle erbacee suffruticose con cicli biologici perenni alte 1 - 1,5 metri e con portamento subprostrato. Gli steli sono da affusolati a costati. Spesso sulla superficie di queste piante sono presenti peli semplici o punti ghiandolari.
Le foglie sono disposte in modo alterno ed hanno dei piccioli lunghi 0,5 – 1 cm.. Possono essere sia picciolate che sessili. La lamina è intera con forme ovato-lanceolate, con base variabile da acuta a strettamente acuminata; la consistenza può essere membranacea. Le venature normalmente sono pennate. I margini sono continui o seghettati. La superficie superiore è sparsamente pelosa, quella inferiore è punteggiata di ghiandole. Lunghezza delle foglie: 6 cm.
L'infiorescenza è formata da capolini con peduncoli allungati in formazioni cimose spesso sottesi da strette brattee filiformi. La struttura dei capolini è quella tipica delle Asteraceae: un peduncolo sorregge un involucro a forma spesso globosa composto da 50 - 95 squame (o brattee) disposte su 4 - 5 serie embricate e scalate che fanno da protezione al ricettacolo sul quale s'inseriscono i fiori di tipo tubuloso. Le brattee dell'involucro sono persistenti con forme oblunghe e apici arrotondati. Il ricettacolo convesso e faveolato è sprovvisto di pagliette (ricettacolo nudo). Larghezza dell'involucro: 1 cm.
I fiori, da 30 a 50 per capolino, sono tetra-ciclici (ossia sono presenti 4 verticilli: calice – corolla – androceo – gineceo) e pentameri (ogni verticillo ha in genere 5 elementi). I fiori sono inoltre ermafroditi e actinomorfi.
- Formula fiorale:

*/x K {\displaystyle \infty }, [C (5), A (5)], G 2 (infero), achenio
- Calice: i sepali del calice sono ridotti ad una coroncina di squame.
- Corolla: la corolla, formata da uno stretto tubo imbutiforme terminanti in 5 lobi, può essere pubescente oppure cosparsa di ghiandole; in altri casi i lobi possono essere sericei o spinosi. Il colore varia da blu a bianco. Lunghezza della corolla: 8 mm.
- Androceo: gli stami sono 5 con filamenti liberi e distinti, mentre le antere sono saldate in un manicotto (o tubo) circondante lo stilo.[9] Le antere sono arrotondate senza code evidenti; in genere sono prive di ghiandole. Il polline è del tipo triporato (con le fessure di germinazione costituite da tre pori)[10]; con polline triporato la parte più esterna dell'esina è sollevata a forma di creste e depressioni ("lophato"). Lunghezza delle antere: 1,5 mm.
- Gineceo: lo stilo è filiforme con base priva di nodi o protuberanze. Gli stigmi dello stilo sono due lunghi e divergenti; sono sottili, pelosi e con apice acuto. L'ovario è infero uniloculare formato da 2 carpelli. Gli stigmi hanno la superficie stigmatica interna (vicino alla base).[11]

I frutti sono degli acheni con pappo. Gli acheni hanno 10 coste. Sulla superficie degli acheni sono presenti dei tricomi oppure dei tubercoli; all'interno si può trovare del tessuto di tipo idioblasto e rafidi di tipo subquadrato da corti a elongati; non è presente il tessuto fitomelanina. Il "carpopodium" (carpoforo) ha una forma anulare. Il pappo è formato da 25 setole in una sola serie. Lunghezza degli acheni: 3 mm.

## Biologia
- Impollinazione: l'impollinazione avviene tramite insetti (impollinazione entomogama tramite farfalle diurne e notturne).
- Riproduzione: la fecondazione avviene fondamentalmente tramite l'impollinazione dei fiori (vedi sopra).
- Dispersione: i semi (gli acheni) cadendo a terra sono successivamente dispersi soprattutto da insetti tipo formiche (disseminazione mirmecoria). In questo tipo di piante avviene anche un altro tipo di dispersione: zoocoria. Infatti gli uncini delle brattee dell'involucro si agganciano ai peli degli animali di passaggio disperdendo così anche su lunghe distanze i semi della pianta.

## Distribuzione e habitat
Le specie di questo gruppo si trovano principalmente in Myanmar e Thailandia.

## Tassonomia
La famiglia di appartenenza di questa voce (Asteraceae o Compositae, nomen conservandum) probabilmente originaria del Sud America, è la più numerosa del mondo vegetale, comprende oltre 23.000 specie distribuite su 1.535 generi, oppure 22.750 specie e 1.530 generi secondo altre fonti (una delle checklist più aggiornata elenca fino a 1.679 generi). La famiglia attualmente (2021) è divisa in 16 sottofamiglie.

### Filogenesi
Le specie di questo gruppo appartengono alla sottotribù Erlangeinae descritta all'interno della tribù Vernonieae Cass. della sottofamiglia Vernonioideae Lindl.. Questa classificazione è stata ottenuta ultimamente con le analisi del DNA delle varie specie del gruppo. Da un punto di vista filogenetico in base alle ultime analisi sul DNA la tribù Vernonieae è risultata divisa in due grandi cladi: Muovo Mondo e Vecchio Mondo. I generi di Erlangeinae appartengono al subclade relativo all'Africa tropicale e meridionale (l'altro subclade africano comprende anche specie delle Hawaii) frammisti ai generi di altre sottotribù; si tratta quindi di un clade non ancora ben risolto filogeneticamente.
La sottotribù, e quindi i suoi generi, si distingue per i seguenti caratteri:
- le specie della sottotribù sono principalmente di origine Africana;
- nella pubescenza sono presenti peli da asimmetrici a simmetrici a forma di "T";
- alcune specie hanno delle foglie pennate divise in segmenti;
- le infiorescenze in genere non sono sottese alla base da brattee fogliacee;
- il polline varia da triporato a tricolporato;
- gli acheni possono avere da 4 a 12 coste;
- il pappo è cupoliforme.

In precedenza la tribù Vernonieae, e quindi la sottotribù di questo genere (Erlangeinae), era descritta all'interno della sottofamiglia Cichorioideae.
I caratteri distintivi per le specie di questo genere ( Okia )sono:
- i peduncoli sono fistolosi lunghi 25 - 40 cm.

### Elenco delle specie
Questo genere ha 2 specie:
- Okia birmanica (Kuntze) H.Rob. & Skvarla
- Okia pseudobirmanica  (H.Koyama) Bunwong, Chantar. & S.C.Keeley